# Mort à l'arrivée (comics)
Pour les articles homonymes, voir Mort à l'arrivée.
Mort à l'arrivée (Batman: DOA) est un comics américain de Batman réalisé par Bob Hall.

## Synopsis
Batman a été empoisonné et il ne lui reste que 24 heures à vivre. Il va donc chercher l'antidote en même temps qu'il doit sauver une petite fille qui a été enlevée. Alors que les heures passent, les effets du poison se font sentir, affaiblissent Batman et lui donnent des hallucinations.

## Personnages
- Batman/Bruce Wayne
- Le Joker
- Double-Face
- Le Pingouin

## Éditions
- 1999 : Batman: D.O.A. (DC Comics)
- 2000 : Mort à l'arrivée (Semic, collection Batman Hors Série).